# Lord Buckley
Lord Buckley (* als Richard Myrle Buckley, 5. April 1906 in Tuolumne, Kalifornien; † 12. November 1960 in New York City) war ein US-amerikanischer Stand-up-comedian und Entertainer, der auf der Bühne Beatnik und Hipster Einflüsse und von Scat-Gesang beeinflussten Monologen mit der Bühnen-Impersonifikation eines englischen Adligen verband.

## Leben
Buckley war der Sohn eines englischen Einwanderers aus Manchester und wuchs in einer Region Kaliforniens auf, die durch die Holzindustrie geprägt war. In seiner Jugend war er selbst Holzfäller. Ende der 1920er Jahre begann er in Medicine Shows, Tent Shows und Speakeasies als Dick Buckley aufzutreten. 1932 bis 1938 war er neben Red Skelton ein führender Emcee auf Tanz-Marathons, die vom Roller Derby Erfinder Leo Seltzer in Chicago organisiert wurden, und trat zunehmend im Jazz-Umfeld auf, so 1940 im Chicagoer Club DeLisa. Im Zweiten Weltkrieg war er Entertainer für USO-Touren bei den amerikanischen Streitkräften, was auch zu einer lebenslangen Freundschaft mit Ed Sullivan führte. Ab Mitte der 1940er Jahre lebte er in New York. Mit seiner Bühnenfigur des Lord Buckley hatte er in den 1950ern besonders in Hipster- und Beatnik-Kreisen Erfolg. Zu den Themen, die er in Hipster-Talk „jazzifizierte“, gehörten Shakespeare und Mark Anton´s Grabrede aus Julius Caesar (aus Freunde, Römer, Mitbürger, hört mich an wurde Hipsters, flipsters and finger-poppin' daddies: knock me your lobes), Märchen, Mahatma Gandhi (The Hip Gahn), das Gedicht Der Rabe von Edgar Allan Poe, die Gettysburg Address von Abraham Lincoln, die Ballade The shooting of Dan McGrew von Robert Service, Jesus Christus (The Nazz, 1952) und der Marquis de Sade (The Bad-Rapping of the Marquis de Sade, the King of Bad Cats).
Bob Dylan nannte Buckley in seinen Erinnerungen einen Hipster-Bebop-Prediger, der sich allen Kategorien entzog. Er veröffentlichte mehrere Alben (zuerst 1951 bei Vaya Records) und trat in den TV-Shows von Groucho Marx (You Bet Your Life), Steve Allen (Tonight Show. 1955) und Ed Sullivan (zuerst 1949 in Toast of the Town) auf. 1954 zog er nach Topanga Canyon, wo er die Church of Living Swing gründete, und 1958/59 nahm er an LSD-Experimenten des kalifornischen Psychiaters Oscar Janiger teil. 1960 zog er nach San Francisco. Offiziell wegen falscher Angaben (er verschwieg im Antrag einen Arrest wegen Konsums von Marihuana in Chicago 1943) wurde ihm allerdings im Oktober 1960 in New York die Cabaret Card entzogen (ein letzter Auftritt in der Jazz Gallery 1960 wurde von der Polizei abgebrochen), was ihm Auftritte unmöglich machte und möglicherweise zu seinem Schlaganfall im selben Jahr beitrug, an dem er starb. Der Vorfall führte zu Protesten gegen das Cabaret Card System in New York (Citizens’ Emergency Committee u. a. mit George Plimpton), das zur Entlassung des zuständigen Police Commissioners Kennedy führte. 1967 wurde das Cabaret Card System ganz abgeschafft. Auf einem Gedächtniskonzert für Buckley im The Village Gate im November 1960 traten Dizzy Gillespie und Ornette Coleman auf.
Nach eigenen Angaben war er sechsmal verheiratet. Seine letzte Heirat fand 1946 statt und hielt länger an.

## Diskographie
- Parabolic Revelations Of The Late Lord Buckley. A Collection of Six Lessons by the Hip Messiah, Pye Records 1952 (mit The Nazz)
- Hipsters, Flipsters and Finger Poppin' Daddies Knock Me Your Lobes, RCA Victor, 1955
- Euphoria, Vaya Records, 1955
- Euphoria Volume II, Vaya Records,  1956
- Way Out Humor, World Pacific Records, 1959
- Buckley's Best, World Pacific 1960 (Live-Aufnahme Los Angeles, Ivar Theatre 1959)
- The Best of Lord Buckley, Crestview Records, 1963, Elektra Records 1969 (Aufnahmen 1952, vorher teilweise bei Vaya erschienen)
- Lord Buckley In Concert, World Pacific,  1964
- Blowing His Mind (and yours too), World Pacific,  1960
- The Bad Rapping of the Marquis De Sade, World Pacific, 1969  (Live-Aufnahme Oakland 1960)
- Lord Buckley: a most immaculately hip aristocrat, Straight Records / Reprise, 1970 (zusammengestellt von Frank Zappa)